# 2003-as US Open (tenisz)

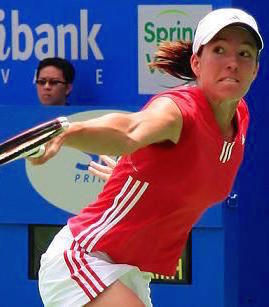
Justine Henin pályafutása második Grand Slam-győzelmét szerezte

A 2003-as US Open az év negyedik Grand Slam-tornája, a US Open 123. kiadása volt. New Yorkban rendezték meg augusztus 25. és szeptember 7. között.
A férfiaknál Andy Roddick pályafutása egyetlen Grand Slam-győzelmét szerezte, miután a döntőben legyőzte a spanyol Juan Carlos Ferrerót. A nők döntőjében két belga, Justine Henin és Kim Clijsters találkozott, a kétszettes mérkőzés Henin sikerével ért véget.

## Döntők

### Férfi egyes
Andy Roddick -   Juan Carlos Ferrero, 6-3, 7-6, 6-3

### Női egyes
Justine Henin -  Kim Clijsters, 7-5, 6-1

### Férfi páros
Jonas Björkman /  Todd Woodbridge -  Bob Bryan /  Mike Bryan, 5-7, 6-0, 7-5

### Női páros
Virginia Ruano Pascual /  Paola Suárez -  Szvetlana Kuznyecova /  Martina Navratilova, 6-2, 6-2

### Vegyes páros
Katarina Srebotnik /  Bob Bryan -  Lina Krasznoruckaja /  Daniel Nestor, 5-7, 7-5, 7-6(5)

## Juniorok

### Fiú egyéni
Jo-Wilfried Tsonga –  Márkosz Pagdatísz, 7–6, 6–3

### Lány egyéni
Kirsten Flipkens –  Michaëlla Krajicek, 6–3, 7–5

### Fiú páros
A rossz időjárás miatt nem játszották le.

### Lány páros
A rossz időjárás miatt nem játszották le.